# Myotis californicus
Myotis californicus är en fladdermusart som först beskrevs av John James Audubon och John Bachman 1842.  Myotis californicus ingår i släktet Myotis och familjen läderlappar. IUCN kategoriserar arten globalt som livskraftig.

## Underarter
Catalogue of Life samt Wilson & Reeder (2005) skiljer mellan fyra underarter:
- Myotis californicus californicus (Audubon & Bachman, 1842)
- Myotis californicus caurinus Miller, 1897
- Myotis californicus mexicanus (Saussure, 1860)
- Myotis californicus stephensi Dalquest, 1946

## Utseende
Arten når en absolut längd av 74 till 95 mm, inklusive en 34 till 41 mm lång svans. Myotis californicus har 32 till 35 mm långa underarmar och en vingspann av cirka 242 mm. Denna fladdermus kan ha en ljusbrun till mörkbrun päls med rödaktig skugga men de flesta individer är kastanjebrun. Kännetecknande är en svart ansiktsmask, svarta öron, svarta vingar och svarta klor. I motsats till Myotis yumanensis förekommer ingen päls på den del av flygmembranen som ligger mellan bakbenen. Vikten varierar mellan 3,3 och 5,4 g.

## Utbredning och habitat
Denna fladdermus förekommer i västra Nordamerika och norra Centralamerika från södra Alaska (USA) och British Columbia (Kanada) till Mexiko och Guatemala. Myotis californicus kan anpassa sig till flera olika habitat som halvöknar, torra gräsmarker, fuktiga skogar nära kusten och bergsskogar.

## Ekologi
Individerna vilar under vintern i grottor, gruvor och byggnader. Populationer som lever i norra delen av utbredningsområdet vandrar innan till områden med varmare grottor. I grottorna håller Myotis californicus vinterdvala men den vaknar ibland. I vinterkvarteret bildas en mindre flock men några exemplar vilar ensam. Mellan våren och hösten används dessutom bergssprickor, den täta växtligheten, platser under lösa barkskivor eller håligheter i marken som sovplats. Honor bildar före ungarnas födelse mindre flockar som är skilda från hanarna.
Myotis californicus jagar olika flygande insekter som den hittar med hjälp av ekolokalisering. Födans sammansättning varierar beroende på utbredning. Parningen sker under hösten och sedan förvaras hanens sädesceller i honans könsorgan. Den egentliga dräktigheten äger under våren rum och i juni eller juli föds en unge. Ungen har redan efter en månad flygförmåga. Några honor hade fortfarande ungar när de var 15 år gamla.